# Gysinite-(Nd)
La gysinite-(Nd) è un minerale appartenente al supergruppo dell'ancylite.